# Goope
Goope（グーペ）は、paperboy&co.（現：GMOペパボ）が2009年5月13日に開始した店舗向けホームページ作成サービス。

## 概要
「グーペ」は様々な店舗のホームページに必要なコンテンツがあらかじめ用意されているホームページ作成ASPのウェブサービス。
当初は飲食店のホームページ作成サービスというコンセプトだったが、現在は飲食に限らず店舗向けサービスとして美容系ショップや企業ページ作成等にも利用されている。
ロースおじさん、ミンチーという2匹の豚のキャラクターが存在し、ロースおじさんが綴るブログ「とんかつ教室」で行われているQ&Aは的確かつ下衆卑屈な回答で人気があり一定のファンも存在する。